# Carlão Pignatari
Carlos Eduardo Pignatari (Votuporanga, 9 de abril de 1959), mais conhecido como Carlão Pignatari, é um empresário e político brasileiro, filiado ao Partido da Social Democracia Brasileira (PSDB). Atualmente é deputado estadual de São Paulo.
Foi duas vezes prefeito de Votuporanga e, nas eleições de 2018, foi eleito deputado estadual pelo estado de São Paulo pela terceira vez. Foi líder do governo de João Doria na Assembleia Legislativa de São Paulo entre 2019 e 2021, e se elegeu presidente da casa no biênio 2021-2023.

## Biografia
Natural do município de Votuporanga, Carlão Pignatari é casado com Marli Pignatari, tem quatro filhos e um neto. Iniciou a carreira política aos 33 anos, quando entrou para o PSDB, em 1992. Foi coordenador regional da campanha de Mário Covas para governador em 1994.

## Prefeito de Votuporanga
Foi eleito prefeito de Votuporanga em 2000 com 21.801 votos (56,63% dos votos válidos) e reeleito em 2004 com 34.856 (79,88% dos votos válidos) Em 2004, recebeu o título de "Prefeito Amigo da Criança" da Fundação Abrinq. Pignatari recebeu o Selo Mário Covas de Prefeito Empreendedor nos anos de 2003, 2005 e 2007 pelo incentivo à geração de emprego e renda durante sua gestão. Já o programa de prevenção da transmissão da Aids foi contemplado com o prêmio Tucano de Ouro. Quando deixou o cargo, uma pesquisa apontou que 83,5% aprovaram sua gestão. Em 2001, o Conselho Federal de Contabilidade concedeu à prefeitura do município o título de Gestão Fiscal Responsável.

## Deputado Estadual
Em 2010, foi eleito deputado estadual para a 17ª legislatura (2011-2015), com 70.337 votos. Em 2014, foi reeleito com 97.444 votos e passou a compor a 18a legislatura (2016-2019). Em 2018, foi eleito para o terceiro mandato na Assembleia Legislativa com 74.006 votos. No segundo mandato, ocupou a Liderança da Bancada Tucana por dois anos consecutivos. É coordenador da FREPAM (Frente Parlamentar Ambientalista e pelo Desenvolvimento Sustentável) , da FREPAS (Frente Parlamentar em Defesa da Assistência Social) e da FREPAVES (Frente Parlamentar em Defesa das Vistorias Veiculares em Prol da Segurança e da Vida). Seu trabalho no legislativo paulista incluiu a defesa da duplicação da rodovia Euclides da Cunha (SP-320) e da recuperação das rodovias Feliciano Sales Cunha (SP-310) e Pericles Belini (SP-461). Na área da saúde, o deputado pleiteia junto ao governo federal para que os repasses ao SUS sejam aumentados. Ainda atuou na liberação de recursos para diversas santas casas, como as de Palmeira d'Oeste e Votuporanga; para o transporte de pacientes de Itapura a unidades clínicas; e na construção do primeiro AME do Estado. Foi o responsável pela assinatura de convênios do programa Creche Escola com 15 prefeituras do oeste paulista e protocolou junto ao governo estadual a inclusão de duas novas varas judiciais em Votuporanga. Também atuou na liberação de recursos para municípios como Nhandeara,  Floreal, Cosmorama, Sebastianópolis do Sul e Riolândia. Nos setores de desenvolvimento sustentável e meio ambiente, o deputado foi o autor de um projeto aprovado pela Assembleia Legislativa que obriga o uso de ao menos 30% de bolas feitas de material biodegradável nas competições públicas de esportes como futebol, handebol e voleibol. Ele é o responsável pelo Projeto de Lei 558/2018, de controle do javali. O projeto visa balizar o controle populacional de animais exóticos invasores e o manejo sustentável de espécimes silvestres nocivos aos humanos, ao ambiente, à agricultura, à pecuária, à saúde pública e às outras espécies nativas. Ainda em 2018, foi o responsável pela transferência de R$ 840 mil para entidades sociais de Votuporanga por meio do Condeca (Conselho Estadual de Defesa da Criança e do Adolescente) e do recapeamento de 27 trechos das ruas de Votuporanga por meio da liberação de R$ 600 mil.

## Controvérsias e acusações de corrupção
Foi citado em reportagem baseada em denúncia anônima feita em rede social como possível empregador de funcionários fantasmas na Assembleia Legislativa de São Paulo, episódio no qual foram relacionados a filha do ex-prefeito do município de Descalvado José Carlos Calza e Carlos Alberto Pinho, parente do ex-vice prefeito do mesmo município, Pinho da Cabana, que havia trabalhado então na campanha de Fernando Capez.
Foi responsabilizado pelo Tribunal de Justiça em setembro de 2017, pela morte do aposentado Antônio José de Aguiar. Segundo o TJ, o idoso teria falecido no dia 21 de julho de 2008, em razão do ato ilícito omisso da Prefeitura de Votuporanga, no ano de 2008, que teria descumprido medida liminar judicial para fornecimento de medicamento para a deficiência coronária grave que o idoso sofria.
Em abril de 2018, foi condenado à perda do cargo e dos direitos políticos, a pagar multa equivalente a 30 vezes sua remuneração como prefeito em 2004 e proibido de firmar contratos com o poder público por três anos. Carlão foi acusado pelo Ministério Público Federal de participar da chamada "Máfia das sanguessugas", ao direcionar licitação para a compra de ambulâncias no período em que era prefeito de Votuporanga (2001-2008). De acordo com o juiz substituto da 4ª Vara Federal em Rio Preto, Érico Antonini, "Carlos Eduardo Pignatari atuou comissiva e dolosamente no sentido de favorecer as sociedades empresárias do Grupo Planan, administradas pelos réus Vedoin". A decisão, de primeira instância, só será cumprida se a sentença for mantida pelos tribunais superiores até se esgotarem todos os recursos.

## Desempenho em eleições
| Ano  | Eleição                  | Coligação                                                        | Partido | Candidato a       | Votos        | Votos em Votuporanga      | Resultado |
| ---- | ------------------------ | ---------------------------------------------------------------- | ------- | ----------------- | ------------ | ------------------------- | --------- |
| 2000 | Municipal de Votuporanga | PDT, PMDB, PSC, PL, PPS, PFL, PSDC, PGT, PSB, PSD, PSDB, PC do B | PSDB    | Prefeito          | —            | 21.801 (1º - turno único) | Eleito    |
| 2004 | Municipal de Votuporanga | PDT, PTB, PMDB, PSC, PL, PFL, PSDC, PSB, PV, PSDB                | PSDB    | Prefeito          | —            | 34.856 (1º - turno único) | Eleito    |
| 2010 | Estadual de São Paulo    | DEM, PSDB                                                        | PSDB    | Deputado Estadual | 70.337 (79º) | 34.953 (1º)               | Eleito    |
| 2014 | Estadual de São Paulo    | PSDB, DEM, PPS, PRB                                              | PSDB    | Deputado Estadual | 97.444 (44º) | 29.269 (1º)               | Eleito    |
| 2018 | Estadual de São Paulo    | PSDB, PSD, DEM, PP, PRB                                          | PSDB    | Deputado Estadual | 74.006 (56º) | 23.555 (1º)               | Eleito    |